# Varennes, Vienne

Varennes este o comună în departamentul Vienne, Franța. În 2009 avea o populație de 368 de locuitori.